# Pat Coyle
Pat Coyle (Filadelfia, 5 settembre 1960) è un'ex cestista e allenatrice di pallacanestro statunitense, professionista nella WNBA.